# Zoe Carbonopsina
Zoe Carbonopsina (in greco medievale: Ζωή Καρβωνοψίνα, Zoe "dagli occhi neri come carbone"; Costantinopoli, 880 circa – Costantinopoli, dopo il 920) è stata un'imperatrice bizantina, quarta moglie dell'imperatore Leone VI il Saggio.

## Biografia
Zoe era parente dello storico Teofane e nipote dell'ammiraglio Imerio. Divenne amante di Leone VI, dopo che l'imperatore era diventato vedovo per la terza volta nel 901. Leone VI decise di sposarla nel 905, quando Zoe gli ebbe dato un figlio, il futuro Costantino VII. Per Leone si trattava tuttavia del quarto matrimonio, il che era vietato dalla Chiesa ortodossa e dalle stesse leggi civili; ma il matrimonio con Zoe era indispensabile per poter legittimare il bambino, il futuro erede al trono. Si giunse a un compromesso, secondo il quale Leone avrebbe ripudiato Zoe e il patriarca Nicola il Mistico avrebbe battezzato il bambino. 
Il 6 gennaio del 906 il bambino venne battezzato col nome di Costantino; e il 9 gennaio Leone, contravvenendo al patto, sposò Zoe grazie a un sacerdote compiacente, tale Tommaso. Poiché Nicola non poteva ritenere valido il matrimonio, Leone lo destituì e nominò al suo posto il monaco Eutimio il Sincello (907). La sostituzione diede origine a uno scisma all'interno della Chiesa ortodossa, detto "Scisma della tetragamia" ossia "scisma delle quattro nozze". Leone riuscì infine a sposare comunque Zoe e il 9 giugno 911 il piccolo Costantino fu nominato co-imperatore.
Morto Leone nel 912, suo fratello Alessandro, nuovo imperatore, richiamò Nicola e cacciò Zoe dal palazzo imperiale. Dopo la morte di Alessandro (913), Zoe ritornò nuovamente a corte, avversata da Nicola divenuto il principale membro del comitato di reggenza.
L'appoggio dato da Nicola a Simeone I di Bulgaria indebolì tuttavia la posizione del Patriarca, tanto che Zoe poté sostituirlo al comitato di reggenza; Nicola fu costretto, anzi, a riconoscere Zoe come imperatrice. Zoe regnò appoggiandosi alla burocrazia imperiale e al generale Leone Foca il vecchio, il suo favorito. Zoe fece revocare le concessioni fatte a Simeone di Bulgaria, il che fece riaccendere la guerra tra la Bulgaria e Bisanzio che si risolse in una serie di sconfitte per Bisanzio. I successi bulgari spinsero il generale Romano I Lecapeno a mettere in atto un Colpo di Stato nel 919 per cui entrò a Bisanzio con la flotta e assunse le redini dell'impero. Leone Foca fu sconfitto in battaglia e Zoe fu costretta a chiudersi in un convento (920).

## Discendenza
A Leone Zoe diede due figli:
- Anna;
- Costantino, che divenne imperatore nel 912 con il nome di Costantino VII.